# Nederlandse Vereniging voor Obstetrie en Gynaecologie
De Nederlandse Vereniging voor Obstetrie en Gynaecologie (NVOG) is een Nederlands vakgenootschap voor gynaecologen.

## De oprichting
In januari 1887 werd de ‘Amsterdamsche Gynaecologische Vereeniging’ opgericht, met als voorzitter Gerrit van der Mey, hoogleraar aan de Universiteit van Amsterdam. Toen de Leidse hoogleraar Hector Treub als gast op de vergadering van november van datzelfde jaar voorstelde de vereniging ook open te stellen voor vakgenoten uit de rest van het land, werd zijn voorstel door de acht aanwezigen unaniem aanvaard en aldus werd op 16 november 1887 de ‘Nederlandsche Gynaecologische Vereeniging’ geboren.

## Het vak
Het vak als specialisme was nog jong. De later vanzelfsprekende combinatie van verloskunde en gynaecologie was tot de oprichting van de vereniging nog niet erg gebruikelijk De verloskunde had natuurlijk de oudste papieren en was grotendeels in handen van vroedvrouwen. Mannelijke assistentie bij de baring was veelal beperkt tot bijstand in gevallen van ernstige bekkenvernauwing, in vroeger tijden frequent voorkomend ten gevolge van rachitis in de jeugd. Door het uitvoeren van een embryotomie op het inmiddels overleden kind kon dan met wat geluk het leven van de vrouw worden gered. Aanvankelijk was dat het werk van chirurgijns, ambachtelijk opgeleide heelmeesters met vaak zeer grote handvaardigheid. Diegenen die zich de verloskunde speciaal eigen hadden gemaakt, werden vroedmeesters genoemd. De academisch opgeleide geneesheren lieten zich meestal weinig in met het handwerk, maar met name in plattelandspraktijken werden sommige toch gedwongen zich meer met verloskunde bezig te houden en ontwikkelden zich daardoor tot zeer bekwame ‘specialisten’. Een beroemde Nederlandse pionier was Hendrik van Roonhuyse. Zijn boek uit 1663 Heel-konstige aanmerkingen, betreffende de gebreekken der vrouwen zou men het eerste Nederlandse leerboek over gynaecologie kunnen noemen, en Manuele operatien, zijnde een nieuw ligt voor vroed-meesters en vroed-vrouwen (1701) van Hendrik van Deventer het eerste Nederlandse boek over verloskunde.
In de 19e eeuw ontstond de behoefte tot een grondiger universitaire opleiding in deze vakken. In 1848 werd in Leiden de eerste hoogleraar in de Verloskunde en Gynaecologie benoemd: A.E. Simon Thomas, korte tijd later volgden Amsterdam, Utrecht en Groningen. Dat het onderwijs in de gynaecologie hierbij met de verloskunde verenigd werd, was een verstandige beslissing, maar werd in de praktijk niet altijd als vanzelfsprekend aanvaard. Met name de operatieve gynaecologie werd nog lang beschouwd als het domein van de chirurg. Het dubbelspecialisme chirurg-gynaecoloog heeft tot in de jaren veertig van de 20e eeuw bestaan.

## Wettelijk kader
De Wet op de Uitoefening der Geneeskunst van Thorbecke uit 1865 maakte een einde aan het onderscheid tussen enerzijds academisch opgeleide geneeskundigen, anderzijds niet-academisch opgeleide heelkundigen en vroedmeesters. Het artsexamen werd ingevoerd, wat bevoegdheid gaf tot de uitoefening van de genees-, heel- en verloskunde. De niet-academische opleidingen verdwenen. De vroedvrouwenopleiding werd voortgezet in de Rijkskweekscholen voor Vroedvrouwen, omdat een normale zwangerschap en bevalling geen geneeskundige bemoeienis vereiste, maar wel goedopgeleide begeleiders. Het idee dat een volledig bevoegde arts in staat zou zijn het vak in zijn volle breedte uit te oefenen werd echter al snel ingehaald door de technische ontwikkelingen. De invoering van anesthesie en asepsis had een enorme uitbreiding van de chirurgie tot gevolg en dus ook van de operatieve gynaecologie: het specialisme was geboren. De opleidingsduur werd voor chirurgen een half jaar, voor anderen een heel jaar. Het duurde echter nog tot 1931 voordat een officieel Specialistenregister werd ingesteld en de Specialisten Registratie Commissie (SRC) werd geïnstalleerd. De opleidingsduur tot gynaecoloog werd toen op drie jaar gezet.

## De ontwikkeling van de vereniging

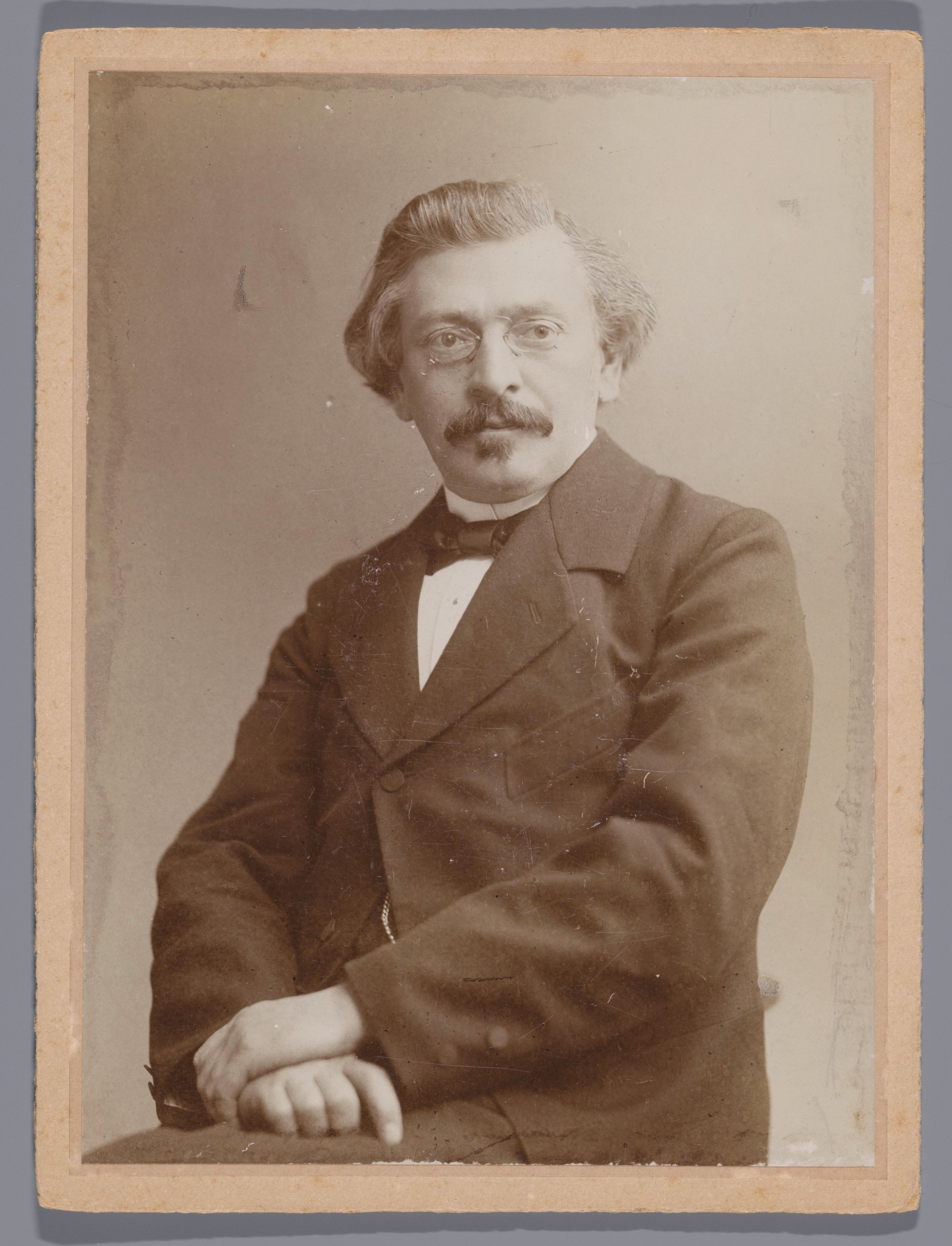
Mede-oprichter Gerrit van der Meij

De vereniging, in 1965 omgedoopt tot de 'Nederlandse Vereniging voor Obstetrie en Gynaecologie', was vanaf het begin gericht op het delen van wetenschappelijke kennis. De oprichters waren ervan overtuigd dat de regelmatige uitwisseling van ervaringen niet alleen nuttig was voor de individuele gynaecoloog, maar ook voor de verdere ontwikkeling van het vakgebied.
De eerste voorzitter was Gerrit van der Mey, hoogleraar in Amsterdam, toen pas 32 jaar oud. Samen met Hector Treub vormde hij een sterk duo. Toen Van der Mey reeds op 44-jarige leeftijd overleed, volgde Treub hem op als hoogleraar in Amsterdam. Hij bleef de grote voortrekker van de vereniging tot het jaar van zijn dood in 1920.
In 1889 verscheen het eerste nummer van het Nederlands Tijdschrift voor Verloskunde en Gynaecologie, met daarin de verslagen van ter vergadering gehouden voordrachten. Aanvankelijk gingen de berichten vooral over individuele gevallen, een logisch gevolg van de prille staat waarin het vak zich bevond. Ook de indicaties en uitvoering van gynaecologische operaties waren belangrijk. Zo werden vrouwen met ernstige klachten als gevolg van myomen vaak behandeld door tweezijdige ovariëctomie. Dit was een minder riskante operatie dan de abdominale uterusextirpatie, die zelfs in de supravaginale variant (met behoud van de baarmoederhals) nog een mortaliteit van acht procent, wat in 1894 als heel gunstig werd gezien. De dervingsverschijnselen (zoals het stilvallen van de hormoonproductie) na de ovariëctomie werden op de koop toegenomen. Vanaf 1914 werd ook röntgencastratie (het onwerkzaam maken van de eierstokken met röntgenstraling) gebruikt als alternatief voor een uterusextirpatie.
De ‘echte wetenschap’ in zijn essentiële vorm van meten en tellen deed toch geleidelijk aan haar intrede. Treub gaf de stoot tot het afdrukken van de ‘integrale statistieken der grote operaties’, een ‘heilzame prikkel voor operateurs tot het openlijk afleggen van rekenschap’. Niet voor niets was de titel van zijn inaugurele rede ‘De gevaren der hedendaagse gynaecologie’. Daarin waarschuwde hij tegen de ‘furor operandi’, de operatiewoede van sommigen van zijn tijdgenoten. Ook in de verloskunde was het in de 19e eeuw nog niet altijd heilzaam om in handen van de geneeskunde te vallen. Zo bedroeg de moedersterfte in de kraamkliniek in Leiden in 1849 maar liefst 25%, merendeels door de beruchte kraamvrouwenkoorts. De Amsterdamse hoogleraar Lehmann geloofde niet in de publicatie van Semmelweiss, die de sterfte in zijn kliniek spectaculair zag dalen na invoering van simpele hygiënische maatregelen als ‘handen wassen’. Pas in 1880, onder zijn opvolger Van der Mey, werden deze maatregelen ook in Amsterdam ingevoerd, waarna de sterfte daalde tot een gemiddelde van 16 promille. Daarbij hielp natuurlijk dat Pasteur en zijn medewerkers de bacteriële oorzaak van de febris puerperalis (kraamvrouwenkoorts) hadden ontdekt.

## Vrouwelijke leden

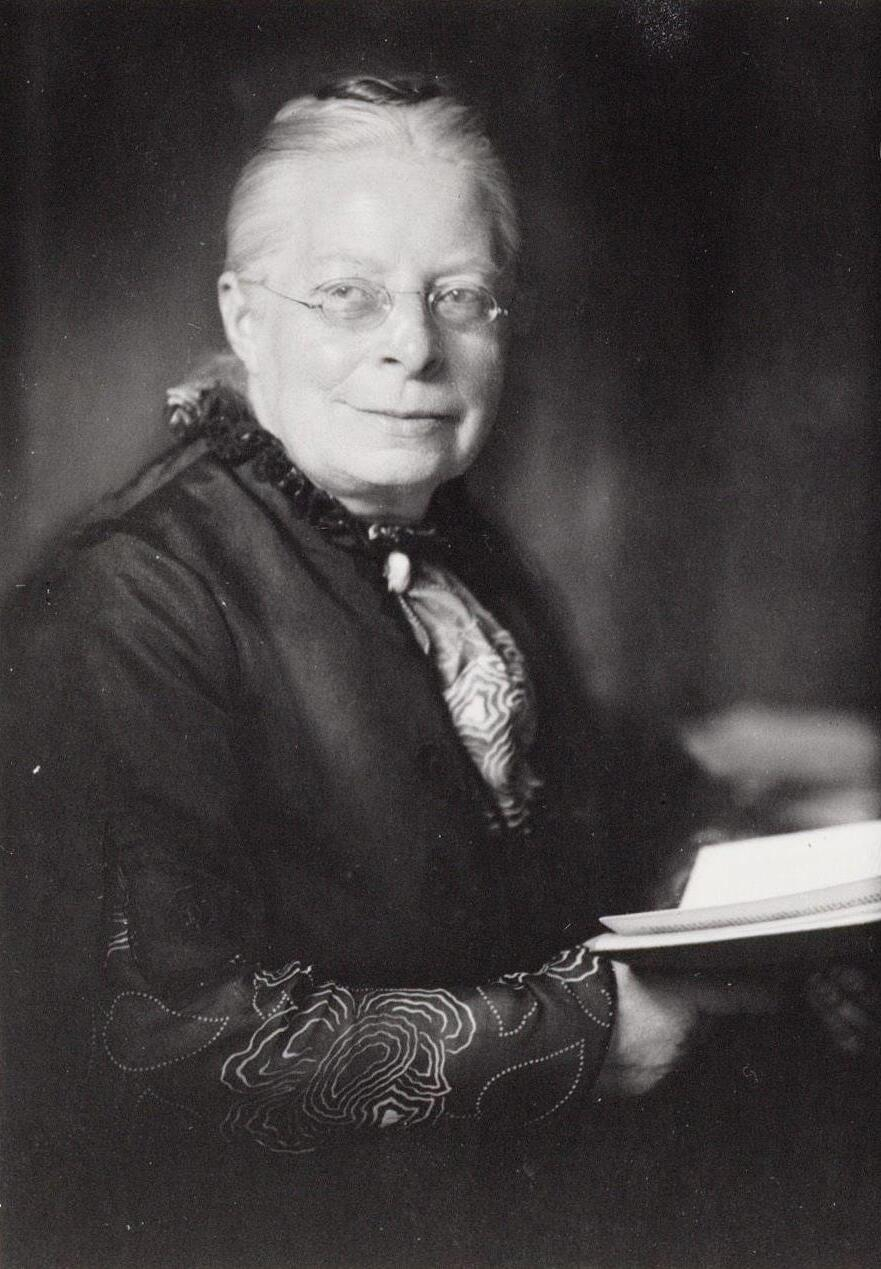
Secretaris Catharina van Tussenbroek

Het eerste vrouwelijke lid van de Vereniging was Catharine van Tussenbroek. Zij was de tweede vrouwelijke arts in Nederland, na Aletta Jacobs, en werd net als deze door de nood van de tijd gedrongen zich speciaal om het lijden van haar seksegenoten te bekommeren. Zij was van 1895 tot 1915 secretaris van de vereniging. Zij was gepromoveerd en wetenschappelijk zeer actief. Zij beschreef als eerste een geval van ovariële (buitenbaarmoederlijke) zwangerschap. In 1911 publiceerde zij haar grootste werk: ‘De ontwikkeling der aseptische verloskunde in Nederland’. Hoogleraar werd zij niet, dat was voor die tijd nog een brug te ver. Vele jaren schommelde het percentage vrouwelijke leden rond de tien, maar rond het begin van de 21e eeuw is er een enorme stijging opgetreden; van de assistenten in opleiding was in 2005 maar liefst driekwart vrouw. Jozien Holm werd in 1995 de eerste vrouwelijke voorzitter van de vereniging en in 1996 de eerste vrouwelijke hoogleraar in de obstetrie en gynaecologie.

## De afgrenzing van het vak
De afbakening van het vak heeft door de jaren heen telkens weer de aandacht van de vereniging gehad. We noemden reeds de late verdwijning van de chirurg-gynaecoloog, al zijn er nog chirurgen die met gynaecologische operaties een naam hebben veroverd, zoals de in Afrika werkende Nederlandse chirurgen Kees Waaldijk en Tom Raassen, specialisten in herstel van obstetrische fistels). In tegenstelling tot andere landen bleef de borst in Nederland tot het terrein van de chirurg behoren, hoewel het orgaan tot de geslachtskenmerken van de vrouw kan worden gerekend. Er is nu echter weinig reden dit te gaan veranderen, hoewel een enkele gynaecoloog daar af en toe nog wel een pleidooi voor houdt. De behandeling van vrouwelijke urine-incontinentie bleef grotendeels in handen van de gynaecoloog, al wordt bij het urodynamisch onderzoek vaak samengewerkt met urologen. De andrologie, het onderzoek en de behandeling van mannelijke vruchtbaarheidsstoornissen, vormt een ander grensgebied waarbij echter vooral de persoonlijke belangstelling bepaalt wie zich de expertise eigen maakt. Met aanpalende vakken als kindergeneeskunde, radiologie en pathologische anatomie zijn er in de loop van de jaren grensschermutselingen geweest.
De relatie met de verloskundigen verliep met ups en downs. Nederland is het enige  geïndustrialiseerde land dat een systeem van zelfstandig werkende, goedopgeleide verloskundigen kent. Mede daardoor is het mogelijk dat nog steeds een belangrijk deel van de bevallingen thuis plaatsvindt. Het beeld van zwangerschap en bevalling als natuurlijke gebeurtenissen waarin door hulpverleners zo weinig mogelijk moet worden ingegrepen kon in Nederland lang standhouden, mede dankzij het hoge niveau van de verloskundigen. De grens tussen fysiologie als terrein voor de verloskundige en in mindere mate van de huisarts en de pathologie voor de gynaecoloog is echter minder duidelijk dan vroeger. Jarenlang fungeerde de Kloostermanlijst, de verloskundige indicatielijst volgens Kloosterman, als een redelijke richtlijn voor de afbakening van die grens. Inmiddels is deze vervangen door een indeling in laag-, middel- en hoogrisico-situaties, waarbij over de middengroep overleg dient plaats te vinden tussen verloskundige en gynaecoloog. Het door alle betrokkenen aanvaarde Verloskundig Vademecum 2003 benadrukt daarbij het belang van goede samenwerking, bij voorkeur in een gestructureerd regionaal verloskundig samenwerkingsverband. Het ideaal is de vorming van een verloskundige organisatie waarin een continuüm van zorg wordt geboden door een team waarin beide beroepsgroepen intensief samenwerken met behoud van de eigen identiteit.

## Verdere ontwikkelingen
De enorme uitbreiding van de medische techniek sinds de oprichting van de vereniging heeft binnen het vakgebied tot verdere specialisering geleid, althans aan de universiteiten. Drie hoofdgebieden tekenen zich af: verloskunde en perinatologie, infertiliteit en oncologie. Omdat de praktijk vraagt om allround gynaecologen, die zonder problemen de diensten kunnen verzorgen, heeft dit nog niet echt tot verdergaande specialisatie geleid. Wel is veelal een vrijwillige differentiatie binnen de maatschappen gegroeid waarbij ieder een aandachtsgebied heeft en zich daarop richt met nascholing enzovoort. Ook tijdens de laatste jaren van de opleiding kan al voor een aandachtsgebied worden gekozen. 
Het groeiend inzicht in de menselijke voortplanting, gebaseerd op de ontwikkeling van de genetica, de endocrinologie en de biochemie, gepaard met technische ontwikkelingen als de echoscopie en de laparoscopie leidde tot verbeteringen op velerlei gebied. De vooruitgang van de anesthesie, bloedtransfusie, infectiebestrijding en tromboseprofylaxe maakt gynaecologische operaties tot op hoge leeftijd mogelijk.
Vanaf 1995 ontwikkelt de vereniging richtlijnen voor de behandeling van gynaecologische en obstetrische problemen. Het bereiken van consensus over de beste aanpak bij de stand van de wetenschap op dat moment is een steun voor de individuele gynaecoloog, en biedt houvast bij juridische problematiek. Meer moeite kostte het vele leden soms de veranderingen in de algemeen maatschappelijke moraal te volgen. Bij de introductie van anticonceptie liep de vereniging bepaald niet voorop. De eerste universitaire polikliniek voor anticonceptie werd pas in 1968 in Amsterdam geopend. Ook de acceptatie van artificiële abortus verliep niet zonder slag of stoot. Op een tumultueuze vergadering van de vereniging in Utrecht demonstreerde een aantal vrouwelijke studenten door hun blote buik te tonen met het opschrift Baas in eigen buik.
De vereniging nam dit standpunt niet zonder meer over, overwegend dat de autonomie van de mens begrensd is als het ander leven betreft. Onder invloed van hoogleraren als Sikkel en Kloosterman kwam er niettemin meer aandacht voor de nood van de patiënt en het inzicht dat sommige patiënten geen andere oplossing zien. Voor veel gynaecologen was het echter toch een uitkomst dat aparte abortusklinieken werden opgericht, zodat zij deze als tegennatuurlijk ervaren handeling niet (te vaak) zelf behoeven uit te voeren. Ook andere ontwikkelingen hebben zo hun ethische discussie gekend, zij het minder scherp dan rond abortus. Het heeft tot in de jaren zeventig geduurd voordat over kunstmatige inseminatie met donorzaad (KID) kon worden gediscussieerd, terwijl  de arts Leo Swaab die al in praktijk bracht. Sterilisatie, IVF en prenatale diagnostiek werden zonder al te grote moeite door de vereniging geaccepteerd. In het algemeen nam de aandacht voor de psychosociale kant van het beroep toe. Niet alleen werd de Psychosomatische Werkgroep opgericht onder leiding van Eylard van Hall, ook in de dagelijkse praktijk en de opleiding werd daarvoor meer plaats ingeruimd. Wellicht wordt deze ontwikkeling nog bevorderd door de toegenomen feminisering van het beroep. Het tijdschrift heeft ups en downs gekend. In 1970 werd besloten tot opheffing van het toen 81 jaar oude periodiek. In dat jaar werd het European Journal of Obstetrics, Gynaecology and Reproductive Biology opgericht, waarmee publicaties van Nederlandse origine een grotere bekendheid kunnen verkrijgen. Niettemin werd al snel duidelijk dat er toch behoefte bleef bestaan aan een verslaggeving van voordrachten in de Nederlandse taal die om een of andere reden het European Journal niet haalden en zo ontstond toch weer een eigen orgaan: het Nederlands Tijdschrift voor Obstetrie en Gynaecologie.

## De opleiding
De opleiding tot gynaecoloog is in de vereniging steeds weer onderwerp van discussie geweest. Zowel de kwantiteit (Commissie In- en Uitstroom) als de kwaliteit (Concilium) heeft voortdurend de aandacht gevraagd. De duur van de opleiding is geleidelijk toegenomen tot zes jaar, met voor iedereen een universitair en een niet-universitair gedeelte. Met zo’n lange periode tussen in- en uitstroom is het niet eenvoudig het juiste aantal op te leiden vakgenoten te bepalen. Er zijn periodes geweest van te veel en van te weinig gynaecologen. Maatschappelijke ontwikkelingen als toename van deeltijdfuncties, vervroegde uittreding en kortere werktijden hebben invloed op de toekomstscenario’s. In 2005 werd het rapport HOOG door de algemene ledenvergadering aangenomen. Hierin wordt gepleit voor vervanging van het huidige ‘meester-gezel’-type opleiding tot een meer gestructureerde vorm, met meer cursorisch onderwijs, meer toetsen en meer competentiegerichte aspecten. Dat vereist meer opleidingsprofessionals leidt tot hogere kosten. 

## De vereniging anno 2006
Van een klein groepje bevlogen pioniers in 1887 is de Nederlandse Vereniging voor Obstetrie en Gynaecologie uitgegroeid tot een organisatie met 815 werkende leden. Er zijn zo'n vijftig werkgroepen en commissies, verzameld in negen koepels. Er is een bureau met vijf fulltime medewerkers.